# 後河荘
後河荘（しっかわのしょう/しつかわのしょう・後川荘）は、丹波国多紀郡（現在の兵庫県丹波篠山市）にあった荘園。

## 概要
『東大寺要録』によれば、748年（天平20年）に聖武天皇によって東大寺に寄進されたとされている。その実否は定かではないが、遅くても10世紀後期には存在していた。1055年（天喜3年）に丹波国の国衙が鴨頭草紙（青花紙）50枚を賦課され、荘司と田堵がこの荘には公田がなく、400年間国役を賦課された例は無いとして東大寺を通じて免除を求めたが許されずやむなく交易にて調達して納付したところ、翌年も同様の賦課があり荘民は逃散してしまったと言う。
1214年（建保2年）に東大寺が作成した所領目録によれば、荘内全域に田が29町6段弱存在し、荒田・損田が約5町6段、荘内の寺社所有が9段、井料田が2町、荘官らの給田が2町9段などで構成され、このうち24町4段分が定田とされて段あたり3斗を東大寺へ所当（年貢）として徴収された。この他に畠7町2段余存在し、1段あたり1斗の割合で東大寺（3町7段余）と荘内の満願寺（3町5段余）に納められている。
南北朝時代以後の経緯は不明であるが、1392年（明徳3年）足利義満が領家半済分を佐竹宣尚に宛がったとされ、1582年（天正10年）に明智光秀に代わって領主になった羽柴秀勝が家臣の赤尾孫助に後河の地を宛がった頃には既に解体されていたとみられている。